# Liste der Baudenkmale in Glewitz
In der Liste der Baudenkmale in Glewitz sind alle Baudenkmale der Gemeinde Glewitz im Landkreis Vorpommern-Rügen und ihrer Ortsteile aufgelistet. Grundlage ist die Veröffentlichung der Denkmalliste des Landkreises Vorpommern-Rügen, Auszug aus der Kreisdenkmalliste vom Juli 2012.

## Glewitz
| ID  | Lage                  | Bezeichnung | Beschreibung | Bild |
| --- | --------------------- | --- | ------------ | --- |
| 350 | (Karte)               | Kirche mit Friedhof, Feldsteinmauer, Grabgitter (Grabstätte I.F. Behrend 1824), drei Eisenkreuze 19. Jh., fünf Grabplatten Fam. Hagenow 18./19. Jh. Grabstein Brandt 1941/43 |              | Kirche mit Friedhof, Feldsteinmauer, Grabgitter (Grabstätte I.F. Behrend 1824), drei Eisenkreuze 19. Jh., fünf Grabplatten Fam. Hagenow 18./19. Jh. Grabstein Brandt 1941/43 |
| 349 | Dorfstraße 44 (Karte) | Pfarrhaus mit Pfarrgarten |              | |

## Jahnkow
| ID   | Lage                   | Bezeichnung                    | Beschreibung                                        | Bild |
| ---- | ---------------------- | ------------------------------ | --------------------------------------------------- | ---- |
| 488B | Jahnkow                | Gutsanlage (Park)              |                                                     |      |
| 488C | Jahnkow                | Gutsanlage (Park)              |                                                     |      |
| 488D | Jahnkow                | Gutsanlage (Feldsteinscheunen) | schöne Stallanlage aus Feldstein um 2014 abgerissen |      |
| 488A | Jahnkow 23, 16 (Karte) | Gutsanlage (Gutshaus mit Park) | 2-gesch., sanierter Putzbau mit Walmdach            |      |

## Langenfelde
| ID  | Lage                | Bezeichnung | Beschreibung | Bild           |
| --- | ------------------- | ----------- | --- | -------------- |
| 562 | Langenfelde (Karte) | Gutshaus    | 2-gesch., 10-achs. Putzbau in Form eines H von 1843/46 mit zwei runden Ecktürmchen, Mezzanin- und Sockelgesch.; Gut der Familie von Hagenow. | Weitere Bilder |

## Strelow
| ID   | Lage               | Bezeichnung       | Beschreibung                                                         | Bild |
| ---- | ------------------ | ----------------- | -------------------------------------------------------------------- | ---- |
| 1069 | Strelow 23 (Karte) | Gutshaus mit Park | Neogotischer, sanierter, 2-gesch., Putzbau von der Mitte des 19. Jh. |      |

## Turow
| ID   | Lage             | Bezeichnung | Beschreibung | Bild           |
| ---- | ---------------- | ----------- | ------------ | -------------- |
| 1142 | Turow 20 (Karte) | Wasserburg  |              | Weitere Bilder |

## Zarnekow
| ID   | Lage                | Bezeichnung | Beschreibung | Bild |
| ---- | ------------------- | ----------- | ------------ | ---- |
| 1275 | Zarnekow 10 (Karte) | Gutshaus    |              |      |

## Quelle
- Denkmalliste des Landkreises Vorpommern-Rügen